# Мехтиев, Рауф Рафик оглы
Рау́ф Рафик оглы Мехти́ев (азерб. Rauf Rafiq oğlu Mehdiyev; 17 октября 1976, Баку) — азербайджанский футболист, вратарь.
Выступал в команде азербайджанской премьер-лиги — «Нефтчи». Выступал за сборную Азербайджана.

## Клубная карьера
Профессиональную футбольную карьеру начал с выступлений в клубе «Тарраги» (Баку) в 1992 году. В сезоне 1993 за «Азери» (Баку) провел 3 игры, пропустил 5 голов.
В сезоне 1994/95 провёл 2 игры за «Нефтчи (Баку)», голов не пропускал. Также 2 игры провел за «Нефтчи» и в следующий сезон, пропустив на этот раз 1 гол.
В сезоне 1996/97 провёл 13 игр за бакинский «Ферид». В середине сезона перешёл в ОИК (Баку).
С 1998 играл за клуб премьер-лиги Азербайджана «Шамкир». Был основным голкипером команды.
Выступал также в клубах «Карабах» (Агдам), «Бакы» и «Олимпик» (Баку).
После окончания сезона 2008/09 в перешёл в клуб «Симург» (Закаталы).

## Сборная Азербайджана
В составе национальной сборной Азербайджана с 2004 года.

## Достижения
- Чемпион Азербайджана 2000/01, 2001/02 («Шамкир»), 2005/06 («Бакы»), 2011/12 («Нефтчи» Баку)
- Серебряный призёр чемпионата Азербайджана 1998/99, 2003/04 («Шамкир»), 2007/08 («Олимпик» Баку), бронзовый призёр 1997/98 («Шамкир»)

## Интересные факты
- По итогам рейтинг-листа, составленного в 2007 году Международной Федерацией футбольной истории и статистики, Рауф Мехтиев вошёл в число 200 лучших вратарей мира, сохранив свои ворота недоступными в течение 746 минут, в период с 13 декабря 2006 года по 27 апреля 2007 года, будучи в составе клуба «Олимпик» (Баку).[5]
- В 2008 году был удостоен премии имени Сергея Крамаренко, учреждённой футбольным клубом «Нефтчи», как лучший вратарь по итогам сезона 2007/08[6].
- Был выбран лучшим вратарём сезона 2007/08 по итогам опроса, проведённого информационным агентством «Trend news», как вратарь, пропустивший наименьшее количество мячей по итогам сезона — 7.[7]
- По итогам опроса, проведённого спортивным интернет-порталом apasport.az совместно с Профессиональной Футбольной Лигой Азербайджана, Рауф Мехтиев поделил 5 место с Раймундо Вилсоном из бакинского «Интера» в списке лучших вратарей Азербайджанской премьер-лиги по итогам сезона 2008/09.[8]
- Рауф Мехтиев является также рекордсменом по количеству игр, проведённых вратарями в Азербайджанской премьер-лиге, с момента обретения независимости в 1992 году. В период с 1992 по 2009 год он выходил на поле в общей сложности 230 раз[9].